# Isidorea rheedioides
Isidorea rheedioides är en måreväxtart som beskrevs av Attila L. Borhidi. Isidorea rheedioides ingår i släktet Isidorea och familjen måreväxter. Inga underarter finns listade i Catalogue of Life.